# 姿麗子
姿 麗子（すがた れいこ、1977年4月21日 - ）は、日本の元AV女優。

## 出演作品

### アダルトビデオ
2002年
- ハードコアレッグス 淫猥美女に犯されて　（11月30日、アテナ映像）…共演:中野千夏
- もしも、姿麗子が人妻だったら…。　（12月6日、ワープエンタテインメント）

2003年
- 痴的妻　（1月15日、グローバルメディアエンタテインメント）
- 淫語娘 5 ～オカズになりたい女　（3月14日、アロマ企画）
- BUSTY　（3月25日、オブティンフューチャー）
- ミセスバーチャオナ 72　（3月29日、アルファーインターナショナル）
- アナタのお母さんになってあげる ～オナニーのお手伝いしてあげる番外編～　（4月5日、SODクリエイト）
- フェロモンガールズ　（4月11日、ワンズファクトリー）…共演:朝岡舞、望月るあ
- お色気病院 今日も患者さんで大繁盛!　（5月23日、グラフィティジャパン）…共演:清水なつき
- 憧れの義母の淫乱遊び　（6月13日、グラフィティジャパン）…共演:山本まり子
- 痴女・愛の新世界　（6月27日、グラフィティジャパン）…オムニバス作品 他出演:久米かおる、北川まこ
- 喪服奴隷 24　（7月18日、シネマジック）
- お蝶婦人こと姿レイコのド迫力ファック　（7月23日、素人倶楽部）
- 高級美熟女　（8月1日、メディアボス）
- 生贄愛奴密猟秘話　（8月12日、アートビデオ）…共演:愛凛
- レズられた私 The Short Stories　（8月16日、SODクリエイト）…オムニバス作品 共演:きくま聖 他出演:加山由衣、田村麻衣、貴水らん、長谷川美紅
- 相互オナニー 露出狂女 VS 露出狂男　（9月12日、アロマ企画）…オムニバス作品 他出演:雪野あいか、妹尾美香、安西ゆみこ、仲間リカ
- 貴婦人SEX晩餐会　（9月24日、ビッグモーカル）…共演:赤坂ルナ、杉本まりえ、金子りさ
- 淫乱ミセス 猥褻人妻のハメ撮り白書　（10月24日、月光）
- 人妻甘えん坊 ママとボクちゃん　（11月21日、メディアステーション）…オムニバス作品 他出演:飯田慶子、武田明美、綾瀬千佳
- 秘湯のおかみ 淫蕩妻　（6月27日、グラフィティジャパン）…共演:夏目衣織、竹川忍

2004年
- 緊縛遊戯　（2月12日、麒麟堂）
- 美肌に染みるMの快感 麗子の夢しばり　（2月21日、h.m.p）…共演:鈴エリカ、DaDa
- W爆乳熟女 vol.2　（4月23日、スパークス）…共演:すぎはら美里

他